# Simon Mayr

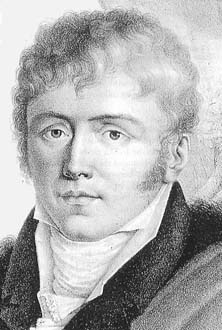
Johann Simon Mayr.

Johann Simon Mayr, conocido en italiano como Giovanni Simone Mayr o Simone Mayr, (14 de junio de 1763 en Mendorf, cerca de Altmannstein, Landkreis Eichstätt - 2 de diciembre en 1845 en Bérgamo) fue un compositor alemán, el segundo hijo de Josef Mayr, professor de escuela y organista, y de Maria Anna Prantmayer, hija de un cervecero de Augsburgo. Recibió su primera educación de la mano de su padre. Con algo más de siete años era capaz de cantar a vista, y con nueve ya era un consumado pianista y talentoso compositor de canciones. Estaba asociado cercanamente con los Illuminati bávaros de Adam Weishaupt en su época de estudiante, y los ideales de los franceses de la Ilustración eran una fuerte influencia en su filosofía como músico, como es corroborado por su famoso Zibaldone o "Cuaderno", compilado hacia el final de su carrera. 

## Vida

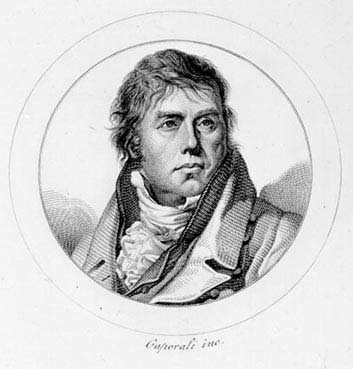
Johann Simon Mayr.

Aún en su niñez, su padre rechazó una oferta (de naturaleza desconocida hasta la fecha) que le proveería de clases en Viena y en lugar de ello lo envió al cercano seminario de los Jesuitas, en Inglostadt, donde recibió una educación tradicional en canto financiada por una beca. En 1781 empieza a estudiar derecho y teología en la universidad de la misma ciudad, donde aprende a tocar por sí mismo varios instrumentos orquestales además del órgano. Su primer trabajo publicado, ‘Lieder bei dem Klavier zu singen’ o ‘Canciones para cantar al piano’ , aparecen en Regensburg en 1786.
En 1787, a través de la universidad, el talento de Mayr fue reconocido por el abogado Thomas von Bassus, que lo llevó primero a Poschiavo, una ciudad suiza cercana a la frontera italiana donde poseía una imprenta, ya cerca de la italiana ciudad de Tirano. Luego se desplazó a Bergamo en 1789 para estudiar con Carlo Lenzi, maestro di cappella de la basílica de Santa Maria Maggiore. No muy cómodo y pensando en regresar a su Baviera natal, sus pasos se dirigieron hacia Venecia. El canónigo de la basílica, el Conde Pesenti, había arreglado todo para que continuara sus estudios allí con Ferdinando Bertoni, un compositor de ópera y música sacra, entonces maestro de capilla de San Marco. La estancia de Mayr en La Serenísima le brindó una oportunidad ideal para escuchar una amplia gama de música sacra, teatral e instrumental italiana y le permitió tener su primer oratorio y varias cantatas interpretadas entre 1791 y 1794.
Durante este período Mayr fue animado por Niccolò Piccinni y Peter Winter para comenzar a componer obras teatrales. Su primera ópera, ‘Saffo’ (1794), fue escrita para La Fenice, donde habría tocado la viola durante varios años. Su próxima ópera, ‘La Lodoiska’, también realizada en La Fenice (1796), fue lo suficientemente exitosa como para hacerle ganar una reputación inmediata como uno de los mejores compositores italianos, una posición reforzada por la popularidad posterior de su primera ópera buffa, ‘Un pazzo ne fa cento’ (1796), que realizó 17 veces en Viena durante el próximo año. La fama de Mayr le permitió casarse con una de sus pupilas, Angiola Venturali, hija de un rico comerciante veneciano, cuya muerte en el parto en 1797 fue seguida un mes después por la muerte de su bebé. En 1804 Mayr se casó con la hermana de Angiola Lucrezia, que dio a luz a una niña, Nina, en 1805.
Los éxitos tempranos de Mayr en Venecia establecieron una relación fructífera con esa ciudad que debía durar toda su carrera. De hecho, sus primeras 17 óperas fueron originalmente escritas para los teatros en Venecia, al igual que otras 14 en años posteriores. A lo largo de su carrera, las actividades de Mayr continuaron centrándose en los teatros del norte de Italia. La primera de sus óperas en La Scala fue una versión revisada de La Lodoiska, en 1799, y compuso su primera ópera nueva para esa ciudad, L'equivoque, en 1800. En total escribió 13 óperas para los teatros milaneses, Así como para teatros como los de Trieste, Piacenza, Bolonia, Brescia y Turín. Su influencia se extendió más lentamente y menos decisivamente al sur de Italia. Para Roma escribió I cherusci (1808) y tres trabajos posteriores, y para Nápoles Medea en Corinto (1813), también seguido por tres óperas posteriores.
Mayr fue una fuerza activa en la comunidad de Bérgamo, donde llegó en 1802, ayudando a fundar varias instituciones cívicas y culturales importantes. En 1805 encabezó el establecimiento de una escuela de música gratuita (Lezioni Caritatevoli di Musica, que reemplazó al antiguo Collegio Mariano, disuelto en 1802 por la ley napoleónica), principalmente para proporcionar niños para el coro e instrumentistas de cuerda a la basílica. Mayr se convirtió en director y profesor de teoría y composición musical, y escribió y tradujo numerosos ejercicios y tratados para la escuela. Donizetti se matriculó en la primera clase de estudiantes en 1806 y permaneció durante ocho años, volviendo de sus estudios con el Padre Mattei en Bolonia para estudiar con Mayr de nuevo de 1819 a 1821. Otros alumnos exitosos de la escuela incluyeron a Marco Bonesi, Antonio Dolci y Giovanni Battista Rubini. En 1809, Mayr fundó el Pio Istituto Musicale, una organización benéfica para el alivio de los maestros de música empobrecidos y sus viudas y huérfanos. En 1822 ayudó a organizar la Unione Filarmonica, una asociación de profesores de música, distinguidos aficionados y estudiantes avanzados, que patrocinaba varias "academias" cada año, en las que a menudo se hacía música de los maestros vieneses. En 1823 fue elegido presidente del Ateneo di Scienze, Lettere, ed Arti, cargo que ocuparía durante diez años.
La lealtad de Mayr hacia su comunidad y su aparente afecto por su estilo de vida tranquilo le llevaron a rechazar numerosos nombramientos de prestigio en ciudades más grandes, entre ellos los directorios de los teatros y conciertos imperiales en París (1805, posición posteriormente aceptada por Paer) y de Los teatros italianos de San Petersburgo, Lisboa y Londres (todo en 1807), el puesto de Kapellmeister en Dresde (en sustitución de Paer en 1808), el de maestro di cappella en Novara (1823) y la dirección del Liceo Musicale de Bolonia (1825). Su desagrado por la vida operística de los principales centros italianos también es evidente por su contemplación de la jubilación dos veces durante su carrera, primero en 1805 cuando fue victimizado por una intriga calumniosa contra él en La Scala durante la producción de Eraldo ed Emma (1805) , Y de nuevo después del fracaso de I cherusci en el Teatro Argentina en 1808. Mayr se retiró del teatro después de la producción de su última ópera, Demetrio, en 1824, dedicando su tiempo a componer música religiosa para la basílica, organizando actuaciones de obras de los maestros vieneses, escribiendo ensayos históricos, contribuyendo a la Gazzetta musicale di Milano y sirviendo como consultor para la Casa Ricordi. 
El final de su carrera operística pudo haberse acelerado en parte por el inicio de las cataratas en, al menos, su ojo izquierdo, comenzando en la década de 1820, aunque la pérdida parcial de la vista resultante no le impidió completamente componer. Sus óperas siguieron recibiendo un número modesto de representaciones en Europa y los EE. UU. después de su retiro, y en un viaje a Baviera en 1838 para visitar a su hermana fue recibido con entusiasmo por la prensa y la comunidad musical. El año después de la muerte de su segunda esposa en 1844, Mayr murió en su hogar en Bérgamo a la edad de 82 años.
La lista de obras de Mayr es asombrosa, entre las cuales hay casi setenta óperas. Sin embargo son raramente interpretadas hoy en día.

## Opinión
“Alemania puede estar orgullosa de haber dado a Inglaterra un Haendel, a Francia un Gluck y a Italia un Simon Mayr.” (Johann Kasparr Ajblinger.)

## Trabajos
Las óperas de Mayr han sido consideradas durante mucho tiempo como uno de los vínculos más importantes entre la ópera seria del siglo XVIII y el melodrama del siglo XIX, y entre los estilos de compositores alemanes y franceses y los de las figuras posteriores como Donizetti y Verdi. La colorida instrumentación y las armonías de Mayr son ricas, como herencia de Mozart, Haydn, Gluck y la ópera francesa de compositores como Spontini. Su escritura contrapuntística, así como las sugerentes combinaciones no tradicionales de los instrumentos se escuchan en algunos de sus acompañamientos son extraordinarios para el cambio de siglo de la ópera italiana, y tenían clara influencia de Rossini y otros compositores. Frases y motivos se repiten cambiando armonías como fondo para la declamación vocal, lo que permite que los personajes interactúen con flexibilidad y poniendo el énfasis dramático y musical de lleno en la acción. Su rico vocabulario armónico, de tradición germánica, le permitía hacer cambios tonales bruscos, que enfocaban los recitativos y arias de forma diferente (modulaciones repentinas...), hacer hincapié en las nuevas líneas de pensamiento, para subrayar puntos de inflexión en la acción o simplemente para mantener la intensidad musical en las codas de sus arias. Su declamación exigente del texto en los diálogos (sobre todo en recitativos) y el tratamiento de las texturas orquestales y vocales para producir cambios dinámicos afilados a menudo se combinan para crear efectos músico-dramáticas de notable intensidad por su tiempo. Mayr criticaba la exageración, de hecho, en su Zibaldone menospreciaba gran parte de la ópera escrita en la década de 1820 y 30 años como degenerada por confiar en efectos dramáticos excesivos y lamentó la expansión de la orquesta, que incluía ya instrumentos como el triángulo.
Mayr fue también sirvió como puente entre los siglos XVIII y XIX por su tratamiento de la forma en sus óperas serias. A pesar de que todavía consisten en números discretos, rompen con la tradición en el abandono de la convención en muchas escenas ya en la Lodoiska (1796): inclusión de gran cantidad de dúos y conjuntos, e incorporación de largos números corales (un reflejo de la influencia de Gluck). 
Aunque la contribución de Mayr como melodista era menos distinguida, se anticipó a un aspecto importante del estilo melódico de Rossini, llegando a alcanzar el amplio espectro de la época tardía del compositor, que llega desde sus melodías "abiertas" - libremente construidas, sumando series de frases cortas que tienen un carácter casi de improvisación – a los "cerrados"  temas melodiosos. Aunque en el estilo de Mayr estos extremos son algo menos pronunciados que en las óperas de Rossini, ya que sus melodías todavía se adhieren estrechamente al lenguaje de los compositores de finales del siglo XVIII, como Piccini, Cimarosa y, en menor medida, Mozart. 
La numerosa producción de Mayr de música sacra es poco conocida, en parte porque se le negó el permiso para que se publicase durante su vida. Sus 12 oratorios se ajustan a las prácticas italianas habituales: consisten en dos partes, la primera que incorpora una breve sinfonía, un coro de introducción que tiene secciones para solistas, una secuencia de recitativos, arias y dúos, y un coro de clausura, siendo similar la segunda. Otras obras sacras comprenden 18 misas, siete misas de réquiem, y multitud de movimientos individuales para misas y oficios. Mayr escribió más de 60 cantatas para uno o varios solistas, coro y orquesta.
También produjo multitud de música instrumental largo de su carrera, incluyendo alrededor de 50 Sinfonías independientes para orquesta (y otros para el teclado), dos conciertos para piano, un quinteto de cuerda, y dos docenas de obras para sexteto de viento, el octeto y septeto. Numerosos de sus escritos sobre la música y las traducciones de ensayos extranjeras, principalmente para sus alumnos, han comenzado a recibir atención recientemente. 
Mayr fue bien visto por los compositores italianos posteriores, como Bellini y Giovanni Pacini. Rossini le atribuye ser "el primero en hacer avanzar con dignidad el drama musical'' y lo elogió por "el uso de los instrumentos con abandono más que con desconfianza por las reglas''. Donizetti, cuya consideración por su profesor de es evidente en muchas de sus cartas, compuso una cantata para la celebración pública del 78 cumpleaños de Mayr. Verdi asistió a su funeral. Aunque Mayr no ha compartido el nombre de sus más conocidos sucesores, su creatividad músico-dramática y su importancia para el desarrollo de la ópera italiana en el cambio de siglo son evidentes a lo largo de sus obras. Mucho más allá de su papel en la educación musical de Donizetti, Mayr jugó un papel crucial en la transición del siglo XVIII al XIX. Por otra parte, su interés y el cultivo de la música de compositores del norte en paralelo el objetivo de vigorizar el teatro italiano a través del estudio y la asimilación de las culturas extranjeras fizo que fuese uno de los primeros músicos en adaptar los ideales del romanticismo a las prácticas operísticas italianas nacientes. 
Véase Composiciones de Simon Mayr y Óperas de Simon Mayr.

## Película
- Martin Pfeil: Der vargessene Musiker: Johann Simon Mayer (1763-1845). INTV Media Ingolstadt, 1995 (VHS, 30 min.)